# Nou ambient
Nou Ambient Grupo artístico catalán surgido en Barcelona en 1919 y que desarrolló su actividad colectiva hasta 1925.

## Historia
Fue fundado por los pintores Francesc Camps Ribera, Alfons Iglèsias i Domenech, Tomàs Llobet i Barnis, Emili Marqués i Gris, Ramon Soler i Liró, Francesc Vidal-Galicia y Pedro A. Villanueva, celebrando su primera exposición conjunta en la Galería Dalmau de Barcelona, en marzo de 1919.  Hasta el momento de su disolución en 1925 celebraron una exposición anual, 7 en total, y en las que se fueron incorporando progresivamente nuevos miembros como el dibujante Antoni Roca i Maristany, los pintores Josep Ventosa i Domench, Jacint Olivé i Font y Francisco Sainz de la Maza, y los escultores Emili Stores i Allosa y Angel Tarrac i Barribia.
El grupo Nou Ambient estaba formado por artistas muy jóvenes y entusiastas, con un lenguaje pictórico propio y que no encajaba con las corrientes de su época. Durante los siete años que trabajaron conjuntamente, además de crear una obra de notable, la actividad del grupo Nou Ambient viene marcada por dos hechos muy destacables: la publicación de una revista de arte propia que llevó el nombre del grupo "Nou Ambient, Revista d'art" y la reivindicación definitiva de la obra de Isidre Nonell.

## Reivindicación de la obra de Isidre Nonell
Los jóvenes integrantes del Grupo Nou Ambient tuvieron como objetivo no solo promocionar su propia obra, sino también ensalzar el trabajo de los que consideraron maestros de la pintura catalana como Modest Urgell, Martí Alsina, Fortuny, Vayreda, ..., pero muy particularmente de Isidre Nonell.
Isidre Nonell, considerado actualmente una de las figuras clave de la pintura moderna catalana, no gozo del merecido prestigio ni durante su corta vida, ni en los primeros años después de su muerte, en 21 de febrero de 1911. Producto de su admiración y empeño por divulgar la obra de Nonell el grupo Nou Ambient organizó una exposición de homenaje en la Sala Dalmau del 15 al 28 de febrero de 1922 y que supuso un punto de inflexión en el reconocimiento del genial artista catalán hasta ese momento olvidado.

## Revista Nou Ambient
Para poder plasmar todos sus inquietudes los integrantes del grupo Nou Ambient crearon una revista que llevó su nombre: "Nou Ambient. Revista d'Art". El primer número apareció en abril de 1924, con una extensión de 16 páginas, escrita en catalán y con una periodicidad mensual, pero la Dictadura de Primo de Rivera acabó pronto con las ilusiones del grupo. Desde el primer momento sufrió la censura militar y debió hacerse una reimpresión del primer número al consderarse obscenos dos pinturas de desnudo, uno de Ramón Soler Liró y otro de Camps-Ribera. Solo se publicaron 6 números, el último en diciembre de 1924.

## Disolución del grupo
Tal como hace constar el prestigioso crítico de arte Josep María Cadena en su artículo aparecido en Diario de Barcelona el 1 de octubre de 1972: "el grupo se disolvió en 1925, al no aceptar sus integrantes determinadas imposiciones políticas que iban en contra de la forma y lengua en que Nou Ambient defendía sus intereses exclusivamente espirituales y artísticos".
En 1932 volvieron a exponer conjuntamente por última vez. La exposición, con el nombre "Saló Nou Ambient", se celebró en Barcelona, en la galería Les Arts entre los días 10 y 24 de diciembre.